# Ellipteroides brevifurca
Ellipteroides brevifurca är en tvåvingeart som först beskrevs av Alexander 1917.  Ellipteroides brevifurca ingår i släktet Ellipteroides och familjen småharkrankar. Inga underarter finns listade i Catalogue of Life.